# Penroseovo popločenje
Penroseovo popločenje jest aperiodičko popločenje ravnine pločicama koje je proučavao Roger Penrose 1973. S obzirom na to da je aperiodičko, svako je popločenje ravnine ovakvim pločicama neperiodičko. Neperiodičke pločice nemaju translacijsku simetriju - tj. ne postoji dio takva popločenja koji se može pravilno opetovati u svrhu popločenja ravnine. Iako je svako popločenje Penroseovim pločicama neperiodičko, postoje dva popločenja koja posjeduju i zrcalnu simetriju i peterostruku rotacijsku simetriju, kao što je prikazano na dijagramu zdesna. Penroseovo popločenje također je dvodimenzionalni kvazikristal, u smislu da stvara oštro obrubljene difraktograme. Postoje dvije popularne inačice Penroseova popločenja koje rabe različite skupove pločica. Robert Ammann neovisno je proučavao popločenje u približno isto vrijeme kad i Penrose.
Godine 1982. Dan Shechtman obznanio je da je uzorak slitine aluminijevog mangana stvorio oštri difraktogram s peterostrukom simetrijom. U isto se vrijeme pretpostavljalo da je takva simetrija nekompatibilna sa sposobnošću difrakcije, s obzirom na to da je peterostruka difrakcija moguća samo u neperiodičkoj strukturi. Potpuno trodimenzionalno slaganje, koje ispoljava ikosaedralnu simetriju, identificirao je Robert Ammann. Atomi su u ravninama koje odgovaraju neobičnoj simetriji poslagani u uzorku Penroseova popločenja. De Bruijn pokazao je da je moguće dobiti Penroseovo popločenje projekcijom iz peterodimenzionalne kubične rešetke. Penroseovo je popločenje s vremenom postalo najizučavaniji i najpopularniji kvazikristal. Zanimanje je fizičara vodilo k drugom pristupu koje je povezalo Penroseovo popločenje s ekstremalnim problemima pri čemu se dokazalo da ono predstavlja model za stanje minimalne energije u nekim sustavima. Ovaj je razvoj došao nakon što je Petra Gummelt demonstrirala da je Penroseovo popločenje moguće ostvariti pokrivanjem jednom deseterokutnom protopločicom, dopusti li se preklapanje pločica na određen način.

## Načela konstrukcije
Godine 1961. Hao Wang pronašao je uvjete zahtijevane za stvaranje aperiodičkog popločenja iz konačnog skupa protopločica, pri čemu se Robert Berger koristio ovim uvjetima kako bi pronašao prvo aperiodičko popločenje 1966. Bergerov izvorni skup od 20 426 različitih pločica s vremenom je smanjen, što je u konačnici kulminiralo Penroseovim otkrićem dvaju protopločica koje aperiodički popločaju. Protopločice su zasnovane na geometrijskim oblicima koji bi inače periodički popločavali, ali s pravilima koja prisiljavaju aperiodičnost ugrađenim u ureze, strjelice ili boje na bridovima pločica. Ove su pločice često predstavljene običnim geometrijskim oblicima koji slijede pravila aperiodičnosti.

## Oblici Penroseovih pločica
Dva su istaknuta prvotno otkrivena para oblika koji oblikuju Penroseova popločenja. Jedan se par sastoji od dva romba, dok se drugi par sastoji od dva četverostrana oblika zvana Zmaj (engl. kite) i Strjelica (engl. dart). Svaki od ovih parova može se prepoloviti u par trokutova, zvanih Robinsonovi trokuti, koji se pak mogu rabiti za stvaranje Penroseovih popločenja supstitucijskim popločenjem. Robinsonovi su trokutovi jednakokračni 36º-36º-108º i 72º-72º-36º trokutovi. Svaki od ovih trokutova ima stranice u omjeru u (1+√5):2, tj. zlatnom rezu. Pravila koja prisiljavaju aperiodičnost prilikom popločenja Robinsonovim trokutima čine trokutove asimetričnima, i svaki se trokut pojavljuje u paru sa svojom zrcalnom slikom kako bi oblikovao romb, zmaj ili strjelicu.

### Popločenje rombom
Penroseovi rombovi su dijelovi rombova istih stranica, ali različitih oblika.
- Tanki romb t ima četiri kuta od 36, 144, 36 i 144 stupnjeva. Romb t može se raspoloviti kraćom dijagonalom kako bi oblikovao par oštrih Robinsonovih trokutova.

Postoje 54 ciklički poredane kombinacije takvih kutova čija je suma 360 stupnjeva pri vrhu, s tim da pravila popločenja dopuštaju pojavljivanje tek 7 od ovih kombinacija. Svaka se pločica pojavljuje u popločenju konstantnom čestotnošću, jednako raspodijeljenom u deset različitih orijentacija pa popločenje stoga ima statistički deseterostruku simetriju.

Obične pločice u obliku romba mogu se rabiti za periodičko popločenje ravnine te se stoga moraju postaviti ograničenja na način na koji pločice mogu biti posložene. Najjednostavnije pravilo, koje zabranjuje zajedničko postavljanje dviju pločica koje bi oblikovale paralelogram, nedostatno je za osiguravanje aperiodičnosti. Namjesto toga, pravila su načinjena koja razlikuju stranice pločica i koja zahtijevaju da se samo pojedine stranice mogu postaviti jedna do druge. Primjer prikladnih pravila sparivanja prikazan je u gornjem dijelu dijagrama nalijevo. Pločice se moraju posložiti na način da se krivulje duž njihovih stranica sparuju u boji i položaju. Istovjetni je uvjet taj da se pločice moraju posložiti na način da se slažu ispupčenja na stranicama. Istovjetna se pravila mogu specificirati i na razne druge načine.
Postoji proizvoljno velika konačna površina s deseterostrukom simetrijom i najviše jednom središnjom točkom globalne deseterostruke simetrije gdje se presijecaju deset linija zrcaljenja. S obzirom na to da je popločenje aperiodičko, ne postoji translacijska simetrija - uzorak se ne može posmaknuti kako bi spario sam sebe u cijeloj ravnini. Međutim, bilo koje će ograničeno područje, bez obzira koliko veliko bilo, biti opetovano beskonačan broj puta unutar popločenja. Stoga konačna povšina ne može razlikovati između neprebrojivo mnogo Penroseovih popločenja, niti odrediti koja se pozicija unutar popločenja prikazuje. Jedini način za razlikovanje dvaju simetričnih Penroseovih popločenja od ostalih jest taj da se njihova simetrija pruža u beskonačnost.

#### Popločenja Strjelice i Zmaja
Četverokuti zvani 'Zmaj' i 'Strjelica' također se mogu rabiti za oblikovanje Penroseovih popločenja.
- Zmaj je četverokut čija četiri kuta iznose 72, 72, 72 i 144 stupnja. Zmaj se može presjeći duž osi simetrije kako bi oblikovao oštre Robinsonove trokutove.
- Strjelica je nekonveksni četverokut čija četiri unutarnja iznose od 36, 72, 36 i 216 stupnjeva. Strjelica može biti presječena duž osi simetrije kako bi oblikovala par tupih Robinsonovih trokutova.

Zeleni i crveni lukovi u pločicama ograničuju smještanje pločica: kad dvije pločice dijele stranicu u popločenju, uzorci se moraju sparivati pri ovim stranicama. Primjerice, konkavni se vrh Strjelice ne može ispuniti jednim Zmajem, već parom Zmajeva.

## Crtanje Penroseovih pločica

### Pristup L-sustavima
Penroseovo popločenje rombovima može se iscrtati rabeći sljedeći L-sustav:

| varijable: | 1 6 7 8 9 [ ]                          |
| konstante: | + −;                                   |
| početak:   | [7]++[7]++[7]++[7]++[7]                |
| pravila:   | 6 → 81++91−−−−71[−81−−−−61]++          |
|            | 7 → +81−−91[−−−61−−71]+                |
|            | 8 → −61++71[+++81++91]−                |
|            | 9 → −−81++++61[+91++++71]−−71          |
|            | 1 → (eliminirano pri svakoj iteraciji) |
| kut:       | 36º                                    |

pri čemu 1 znači "crtaj naprijed", + znači "zakreni ulijevo kutom", i − znači "zakreni udesno kutom" (vidjeti turtle grafiku). Uglata zagrada [ označuje spremanje trenutnog položaja i smjera kako bi ih se moglo vratiti izvršavanjem uparujuće zagrade ]. Simboli 6, 7, 8 i 9 ne odgovaraju nijednoj akciji - tu su samo da bi osigurali odgovarajuću evoluciju krivulje.

### Deflacijski pristup
Penroseovo popločenje također se može generirati deflacijskim algoritmom, što je primjer sustava zamjene pločica. Sljedeći opis deflacije (ispražnjenja) rabi pločice Zmaja i Strjelice.

#### Deflacija
Deflacija je postupak zamjene koji stvara Penroseovo popločenje ravnine počinjući od konačnog popločenja zvanog aksiom. Aksiom može biti pojednostavljen do te razine da se sastoji od jedne jedine pločice. Deflacija nastavlja slijedom koraka zvanim generacije.
U jednoj generaciji deflacije je svaka pločica zamijenjena jednom ili više pločica koje točno prekrivaju područje izvorne pločice. Nove su pločice umanjene inačice izvornih pločica. Pravila zamjene jamče poslaganje novih pločica prema pravilima sparivanja. Sustav pravila zamjene dan je donjom tablicom. Pločice su napola Strjelice i napola Zmajevi.
|                | Napola Zmaj | Napola Strjelica |
| -------------- | ----------- | ---------------- |
| Generacija i   |             |                  |
| Generacija i+1 |             |                  |

#### Proširenje popločenja ravnine
Opetovane generacije deflacije stvaraju popločenja izvornog aksiomatskog oblika manjim i manjim pločicama. Uz dovoljan broj generacija, popločenje će sadržavati umanjenu inačicu aksioma koja ne dira granice popločenja. Aksiom tad može biti okružen pločicama pune veličine koje odgovaraju pločicama koje se pojavljuju u umanjenim inačicama. Ovo prošireno popločenje može se rabiti kao novi aksiom, stvarajući sve veća i veća proširena popločenja. Opetovanje postupka beskonačan broj put pokriva cijelu ravninu.

#### Primjeri
Ovo su četiri primjera uzastopnih generacija deflacije počinjući od različitih aksioma. U slučaju 'Sunca' i 'Zvijezde', umanjena se inačica aksioma pojavljuje u drugoj generaciji. 'Sunce' se također pojavljuje u unutrašnjosti treće generacije.
| Ime                  | Generacija 0 (ili aksiom) | Generacija 1 | Generacija 2 | Generacija 3 |
| -------------------- | ------------------------- | ------------ | ------------ | ------------ |
| Zmaj (polovica)      |                           |              |              |              |
| Strjelica (polovica) |                           |              |              |              |
| Sunce                |                           |              |              |              |
| Zvijezda             |                           |              |              |              |

### Deseterokutno pokrivanje
Godine 1996. njemačka je matematičarka Petra Gummelt demonstrirala da se pokrivanje ekvivalentno Penroseovu popločenju može načiniti pokrivanjem ravnine jednom deseterokutnom pločicom, ako se dopuste dvije vrste preklapanja. Ovaj se novi pristup naziva 'pokrivanje' (engl. covering) kako bi se razlikovao od nepreklapajućeg 'popločenja' (engl. tiling). Deseterokutna je pločica ukrašena obojanim površinama i pravilo pokrivanja dopušta samo preklapanje ovih ukrasa.
Rastavljanje deseterokutne pločice u Zmajeve i Strjelice transformira aperiodičko pokrivanje u Penroseovo popločenje. Ako se debeli romb 'T' upiše u svaki deseterokut, dobije se dio Penroseova popločenja koji odgovara tim oblicima, dok su mjesta za tanke pločice nepopunjena.
Metoda pokrivanja uzima se kao realističan model rasta kvazikristala. Različite nakupine atoma 'dijele' fragmente iz kojih je izgrađena aperiodička struktura. Analogija s kristalima konstruiranim iz jedinične ćelije vraćena je u trenutku kad se preklapajući deseterokuti shvate kao kvazijedinične ćelije.

## Fibonaccijeva i svojstva zlatnog reza
Penroseovo popločenje, Fibonaccijev niz i zlatni rez povezani su na zamršen način i možda bi ih valjalo promatrati kao različite interpretacije istog fenomena.
- omjer debelih rombova {\displaystyle T} prema tankima {\displaystyle t} u beskonačnoj pločici jest zlazni rez {\displaystyle T}/{\displaystyle t} = φ = 1.618.
- Conwayevi crvi, sljedovi susjednih rombova s paralelnim stranicama, Fibonaccijevo su poredani ostvaraji od {\displaystyle T} i {\displaystyle t} te stoga Ammannove šipke također oblikuju uređene mreže
- oko svake {\displaystyle 5T-} zvijezde oblikuje se segmentirana Fibonaccijeva spirala stranicama rombova
- udaljenosti između ponavljanih konačnih motiva u popločenju rastu kao Fibonaccijevi brojevi kako se povećava veličina motiva
- raspodjela frekvencija osciliranja u Penroseovom popločenju pokazuje pojaseve i šupljine čije su širine izražene s φ.[5]
- supstitucijska shema {\displaystyle T\to 2T+t;t\to T+t} uvodi φ kao skalirajući faktor - njena matrica kvadrat je Fibonaccijeve supstitucijske matrice. Ostvarena kao slijed simbola (npr. 1→101, 0→10), ova supstitucija stvara red riječi čije su duljine Fibonaccijevi brojevi neparnog indeksa, F(2n+1) za n=1,2,3., pri čemu je granica beskonačni Fibonaccijev binarni niz
- svojstvene vrijednosti supstitucijske matrice su φ+1 i 2-φ

## Srodna popločenja u umjetnosti
Srodne su pločice korištene u umjetnosti, iako općenito nisu primijenjene pravilima sparivanja koja prisiljavaju aperiodičnost.
Često se ističe sličnost s ukrasnim uzorcima korištenim u iranskom gradu Maragi (13. stoljeće) a u veljači 2007. godine rad je koji su objavili Steinhardt i Lu ponudio dokaze da je Penroseovo popločenje ukorijenjeno u nekim srednjovjekovnim primjerima islamske umjetnosti u Iranu. 
Roger Penrose priznaje inspiraciju iz djela Johannesa Keplera. Godine 1970.  Penroseovi rombovi neovisno su istraženi u umjetninama Drop City umjetnika Clarka Richerta.
Slika zdesna pokazuje preinačeno popločenje rombovima, sačinjeno od rombova sličnih onima u Penroseovom popločenju, ali s različitim pravilima sparivanja. Simetrija je također peterostruka, iako ovo popločenje nije kvazikristalno. Može se dobiti ili 'ukrašavanjem' rombova izvornog popločenja manjima ili izravno supstitucijama T → 3T + t, t → T + 2t, ali ne i de Bruijnovom metodom "reži i projiciraj".

## Zanimljivosti
Pentaplex Ltd., tvrtka sa sjedištem u  Yorkshireu, Engleska, upravljana od Penrosea, posjeduje licencijska prava nad Penroseovim popločenjima.  Penrose i Pentaplex podigli su tužbu protiv Kimberly-Clarka za kršenje autorskog prava. Kimberly-Clark navodno je Penroseovim popločenjem uljepšao Kleenexov toaletni papir u UK. SCA Hygiene Products poslije je stekao kontrolu nad Kleenexovim proizvodima pri čemu je postignuta nagodba s Penroseom i Pentaplexom po problemu Penroseovih popločenja. SCA nije umiješan u narušavanje autorskog prava.  Arhivirana inačica izvorne stranice od 16. rujna 2007. (Wayback Machine)
Povjesničar umjetnosti Martin Kemp komentirao je suvremeni ukras koji je rabio Penroseove pločice i primijetio da je Albrecht Dürer skicirao slične motive popločenja rombovima.

## Reference i bilješke
1. ↑  Penrose R., Bull. Inst. Maths. Appl. 10 (1974) 266
2. ↑  P. Gummelt, Geometriae Dedicata 62, 1 (1996); H.-C. Jeong and P.J. Steinhardt, Phys. Rev. B55, 3520 (1997)
3. ↑  Charles Radin. 1999. Symmetries of Quasicrystals (PDF). Journal of Statistical Physics. 95: 827–833
4. ↑  Suprotne su izjave izgleda naširoko publicirane; protuprimjer je Datoteka:PenroseBogus.GIF
5. ↑  Maynard J.D., Rev. Mod. Phys. 73(2001)401
6. ↑  Zaslavskiy G.;  i dr. 1988. Minimal chaos, stochastic web and structures with 'quasicrystal' type symmetry (na ruskom) (PDF). Uspekhi Fizicheskih Nauk. 156 ((oct.)10): 193–251 Eksplicitna upotreba et al. u: |author= (pomoć); |url-status=dead zahtijeva |archive-url= (pomoć)
7. ↑  E. Makovicky (1992), 800-year-old pentagonal tiling from Maragha, Iran, and the new varieties of aperiodic tiling it inspired. In: I. Hargittai, editor: Fivefold Symmetry, pp.67-86. World Scientific, Singapore-London
8. ↑  Peter J. Lu and Paul J. Steinhardt. 2007. Decagonal and Quasi-crystalline Tilings in Medieval Islamic Architecture (PDF). Science. 315: 1106–1110. Inačica izvorne stranice (PDF) arhivirana 7. listopada 2009. Pristupljeno 26. srpnja 2007.
9. ↑  C. Godrèche and F. Lançon. 1992. A simple example of a non-Pisot tiling with five-fold symmetry. Journal de Physique I. 2: 207–220, također opisano i na http://tilings.math.uni-bielefeld.de/tilings/substitution_rules/binary  Arhivirana inačica izvorne stranice od 11. travnja 2008. (Wayback Machine)
10. ↑  Penrose, Roger, US patent: 4133152 "Set of tiles for covering a surface," patent izdan 9. siječnja 1979. (istekao)
11. ↑  Kemp, Martin. 2005. Science in culture: A trick of the tiles. Nature. 436: 332. doi:10.1038/436332a

- Penrose, Roger. (1989) The Emperor's New Mind.  ISBN 0-19-851973-7
- Gardner, Martin.  "Penrose Tiles", poglavlje 7 knjige The Colossal Book of Mathematics.  ISBN 0-393-02023-1

## Vanjske poveznice
- Na Internetu je dostupna obilna količina informacija o Penroseovim popločenjima. Dvije najistaknutije stranice su one od Johna Savarda i Erica Hwanga
- Implementacija prijespomenutog L-sustava kao SVG s ECMAScriptom od strane Sama Rubyja
- Besplatni program  Arhivirana inačica izvorne stranice od 1. prosinca 2005. (Wayback Machine) (za Microsoft Windows) za generiranje i istraživanje rombičkih Penroseovih popločenja. Programsku podršku su napisali Stephen Collins iz JKS Software, u suradnji sa sveučilištima u Yorku, UK i Tsuki iz Japana.
- Dvije teorije za oblikovanje kvazikristala sličnih Penroseovim popločenjima  Arhivirana inačica izvorne stranice od 14. ožujka 2004. (Wayback Machine)
- Penroseovo popločenje je istaknuto u slici Santa Fe Ribbon  Arhivirana inačica izvorne stranice od 20. lipnja 2008. (Wayback Machine) američke umjetnice Connie Simon.